# Warner Max Corden
Warner Max Corden (13 de agosto de 1927-22 de octubre de 2023) fue un economista australiano. Es conocido principalmente por su trabajo en la teoría del comercio, incluyendo el desarrollo del modelo del mal holandés en el comercio internacional. Corden, alemán de nacimiento, emigró a Melbourne en 1939.

## Carrera académica
Corden se graduó en la Universidad de Melbourne en 1950 y obtuvo el doctorado en economía en la London School of Economics en 1956. Posteriormente fue lector Nuffield en Economía Internacional en la Universidad de Oxford. Entre 1977 y 1988 fue profesor de economía en la Universidad Nacional de Australia. También fue asesor del Departamento de Investigación del Fondo Monetario Internacional entre 1986 y 1988.

## Principales publicaciones
- The Theory of Protection (1971)
- Trade Policy and Economic Welfare (1974, 1997)
- Inflation, Exchange Rates, and the World Economy (1977, 1985)
- Protection, Trade and Growth (1985)
- International Trade Theory and Policy (1992)
- Economic Policy, Exchange Rates, and the International System (1994)
- The Road to Reform (1997)
- Too Sensational: On the Choice of Exchange Rate Regimes (2002)